# Kompozitor Glazunov
Die Kompozitor Glazunov (russisch Композитор Глазунов, dt. Transkription: Kompositor Glasunow) ist ein Flusskreuzfahrtschiff, das im Jahre 1956 in der Tschechoslowakei in der Werft Národný Podnik Škoda in Komárno (heute Slovenské Lodenice Komárno, damals Bestandteil des Škoda-Konzerns) gebaut wurde und zur Rossiya-Klasse (Projekt 785/OL800) gehört. Sie wird von „OOO Kamskoje Retschnoje Parochodstwo“ (russisch Камское Речное Пароходство) auf Kama und Wolga auf den Strecken Jaroslawl – Samara, Jaroslawl – Tscherepowez, Jaroslawl – Astrachan betrieben. Das Schiff trägt den Namen des russischen Komponisten Alexander Glasunow.

## Beschreibung
Das Flusskreuzfahrtschiff mit zwei Passagierdecks wurde 1956 bei der slowakischen Werft Národný Podnik Škoda in Komárno als Kompozitor Glazunov zunächst für die Reederei „Wolschskoje Retschnoje Parochodstwo“ in Nischni Nowgorod gebaut und später an „Kamskoje Retschnoje Parochodstwo“ (Kama-Fluss-Reederei) in Perm übergeben. Sie gehörte zu einer 1952 bis 1958 hergestellten Baureihe von 36 Schiffen der Rossiya-Klasse, welcher auch als „Projekt 785“ oder „OL800“ (slowakisch: osobna lod 800 – deutsch: Passagierschiff 800 PS) bekannt war. Die Kompozitor Glazunov verfügt über einen dieselelektrischen Antrieb mit zwei Hauptmotoren und wurde modernisiert.
Nach dem Untergang des Schwesterschiffes Bulgaria 2011 auf der Wolga wurde der Betrieb der Kompozitor Glazunov von den zuständigen Behörden stark behindert, die, nachdem sie ionisierende Strahlung radioaktiver Substanzen an Bord entdeckt hatten, in Panik geraten waren. Durch die Sorge der Regierung in Moskau wurde das Schiff in Saratow gestoppt, die Reisenden sollten nach Moskau in Bussen weiterbefördert werden, obwohl sie die Flussreise fortsetzen wollten. Dabei hatte die Reederei „Wodaflot Moskau“ erklärt, sollte der Betrieb der Kompozitor Glazunov behindert werden, würden die Fahrgäste von der W.M. Saizew befördert.

## Ausstattung
Alle 1-, 2-, 3-,  (ausgenommen 4-Bett-Kabinen) sind ausgestattet mit Waschbecken mit Kalt- und Warmwasser. WC und Dusche sind an Haupt- und Mitteldeck. Die De-luxe-Kabinen verfügen über Klimaanlage, Kühlschrank, Fernseher und DVD, Dusche, Wanne  und WC. An Bord sind Restaurants, Bar-Salon und Sauna.